# Хионосфера
Хионосфе́ра — часть тропосферы, в которой при благоприятных условиях возможно образование снега и льда, вне зависимости от того, достигает она поверхности Земли или нет.

## Этимология
Термин происходит от греческих слов χιόνι («снег») и σφαίρα («шар»).

## История
Понятие хионосферы было введено советским учёным Станиславом Калесником в 1939 году и позднее развивалось им в его последующих работах.

## Описание
В пределах хионосферы существуют такие климатические условия, при которых годовое количество выпадающих на горизонтальную незатенённую поверхность твёрдых осадков превышает их убыль. При пересечении нижней границы хионосферы горными хребтами образуется снеговая линия, в то время как верхняя находится выше самых высоких гор и и соответствует нулевому балансу твёрдых атмосферных осадков. Наибольшая высота нижней границы хионосферы от земной поверхности — в экваториальном поясе, в то время, как в высоких широтах она может опускаться до уровня моря. По мере удаления от источников влаги нижняя граница хионосферы повышается.
Некоторые учёные высказывали сомнения в целесообразности использования данного понятия, поскольку лишь отдельные ледники в высоких широтах (в Антарктиде, Гренландии, на Земле Франца-Иосифа и так далее) и на отдельных самых высоких вершинах находятся в пределах хионосферы, в то время как большая часть существующих ледников — ниже её.